# Austrodecus palauense
Austrodecus palauense är en havsspindelart som beskrevs av Child, C.A. 1983. Austrodecus palauense ingår i släktet Austrodecus och familjen Austrodecidae. Inga underarter finns listade.